# Donker om je heen
Donker om je heen is een single oorspronkelijk van de Nederlandse band Braak. Het is bekend gemaakt door de Nederlandse zanger André Hazes in 1984. Hij bracht het daar jaar uit als single en het stond in hetzelfde jaar als eerste track op het album Jij en ik van Hazes, waar het de eerste single van was. In 2008 werd de single opnieuw uitgebracht, als een duet van Hazes (postuum) met Wolter Kroes en stond het als twaalfde track op het album Samen met Dré.

## Achtergrond
Donker om je heen is geschreven door André Hazes, Willem Velema en Hans Kosterman en geproduceerd door Tim Griek in 1984 en door Tom Peters in 2008. Het is een levenspoplied waarin de liedverteller zingt over een persoon die hem verlaten heeft. 

## Hitnoteringen
Als eerste uitgave van de band Braak flopte het lied, maar bij beide uitgaven van Hazes had het wel succes in Nederland. In 1984 piekte het op de elfde plaats van de Nationale Hitparade in de zeven weken dat het in de lijst te vinden was en kwam het tot de 27e plek in de Top 40. Het stond vier weken in de lijst. In 2008 had het lied nog meer succes dan de eerste uitgave. Het kwam tot de tiende plek in de Single Top 100 en stond er zes weken in. In de Top 40 stond het vijf weken in de lijst en was de veertiende plaats de piekpositie.